# Auftragstaktik

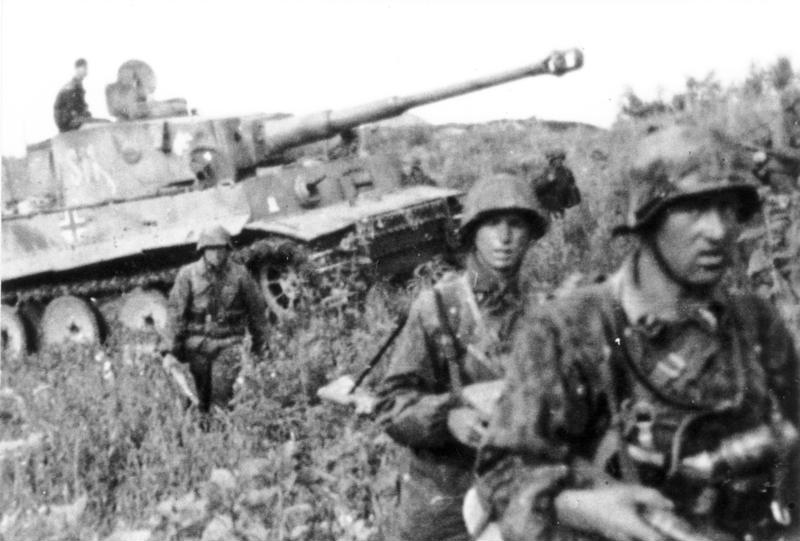
Las divisiones tácticas de Panzer durante la Segunda Guerra Mundial fueron un claro ejemplo de esta disciplina de liderazgo.

Táctica misión-tipo o Auftragstaktik (del alemán Auftrag: Directiva y Taktik: Táctica) fue la táctica seguida por los oficiales del ejército alemán durante finales del siglo XIX y mediados del XX. La idea que se subyace en esta doctrina militar es la de comandar por directivas en lugar de por órdenes, dando de esta forma libertad a los mandos intermedios para planificar y disponer de la táctica. Los oponentes a este tipo de misión fueron denominados como Normaltaktiker (Befehlstaktik).

## Concepto
En una misión de tipo Auftragtaktik, el comandante da a los jefes bajo su mando una descripción detallada del objetivo de la misión, las fuerzas a emplear para el logro de los objetivos y el periodo de tiempo necesario para cumplimentarlo. Los jefes bajo su mando poseen la capacidad independiente de implementar la secuencia de órdenes más apropiada para conseguir los objetivos. Con esta doctrina los líderes poseen libertad para planificar y ejecutar la misión, teniendo en cuenta la visión operativa y táctica de la misma. En este tipo de disciplinas, los altos mandos quedan liberados de las decisiones tácticas. Por lo tanto, estrictamente hablando, la palabra Auftragtaktik es un término equivocado, ya que no se trata de una táctica per se, sino de una forma o método de liderazgo. 
Por esta razón, la palabra más apropiada debería ser: Führen durch Auftrag (conducido por comandos o directivas), en oposición a Führen durch Befehl (conducido por órdenes). Las órdenes directas son una excepción en las fuerzas armadas alemanas, mientras que la definición de "tareas" era un instrumento estándar de liderazgo promovido por los altos mandos hacia los niveles más bajos del escuadrón. Para el logro de una misión de este tipo, es crucial que los jefes subordinados al comandante comprendan perfectamente la intención de las órdenes, que han sido proporcionadas junto con una guía adecuada que permita ser cumplimentada de forma autónoma. El éxito de la doctrina descansa en que el jefe subordinado entienda correctamente las directivas y disponga de la información necesaria para poderla ejecutar. Este tipo de doctrinas permite una descentralización de la estructura de fuerzas y comandos.

## Historia
Tras la Batalla de Jena-Auerstädt, el ejército prusiano se replanteó la táctica y la doctrina del ejército. Se reorganizó el ejército, y para ello se contó con la ayuda del general Gerhard Johann David von Scharnhorst. Los cambios introducidos se pusieron en marcha en 1812, introduciendo el concepto de 'intención' (Absicht) del comandante. Estas reformas tuvieron un efecto positivo debido al dinamismo que introdujeron en las unidades de menor tamaño. Tras la unificación de Alemania (1864–1871), algunos de los ejércitos del mundo, como Estados Unidos y Japón, procuraron introducir en sus doctrinas el 'Auftragtaktik'.